# Анна Нотара
Анна Нотара (греч. Ἄννα Νοταρᾶ) — дочь Лука Нотараса, последнего Великого дуки Византийской империи. Анна оставила Константинополь между 1440 и 1449 годами и отправилась в Рим вместе с двумя своими сёстрами. В результате избежала падения Константинополя и резни её семьи турками.
В Италии по счастливому стечению обстоятельств её отец благоразумно инвестировал значительную сумму денег. Анна оказалась в центре византийской эмиграционной общины в Венеции. Вместе с Николаосом Властосом и Захарией Каллиерги приобрела один из первых печатных станков для печатания греческих книг в Венеции (1499). В переписке с Анной, консул города Сиена именует её вдовой последнего византийского императора (Константин XI Палеолог (1449—1453), но это не соответствует действительности. Подтверждения этому нет ни в одном из современных ей источников, в особенности в трудах последнего императорского логофета Георгия Сфрандзиса, ближайшего друга и сподвижника Константина XI.
Византийская икона Христа Пантократора, подаренная Анной Нотара, хранилась в православной греческой церкви Святого Георгия Венеции, а сегодня хранится в музее Византийских и пост-Византийских икон при греческом институте Византийских и пост-Византийских исследований Венеции.

## В искусстве
Финский писатель Валтари, Мика сделал Анну Нотара героиней своего исторического романа «Иоаннис Ангелос», с той лишь только разницей, что у Валтари Анна не оставляла Константинополь и погибла при его падении в 1453 году.